# فرضية فاربورغ

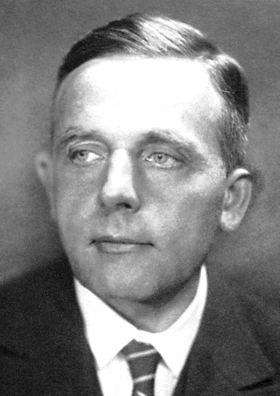
أوتو فاربورغ، والذي أدت أبحاثه إلى إلى صياغة نظرية فاربورغ لتفسير سبب السرطان.

فرضية فاربورغ (بالإنجليزية: Warburg hypothesis)‏، ويشار إليها أحيانا بنظرية فاربورغ في السرطان، نسبة إلى أوتو فاربورغ، هي فرضية تقول بأن المحفز لتكون الأورام هو ضعف تنفّس الخلية الناتج عن أذيّة المايتوكندريا. وتبني هذه النظرية على ظاهرة فاربورغ والتي تقول بأن خلايا السرطان، وكثير من الخلايا التي تنمو خارج بيئتها، يصيبها تخمر الجلوكوز حتى عند توفر الأكسجين بكمية تسمح للخلايا بالتنفس بشكل طبيعي. بمعنى آخر، بدلا من التنفّس التام بوجود الأكسجين الكافي، فإن خلايا السرطان تتخمر. بناء عليه، فإن فرضية فاربورغ اقترحت أن ظاهرة فاربورغ هي السبب الجذري للسرطان. لكن الرأي الغالب حاليا هو أن خلايا السرطان تخمّر الجلوكوز مع تنفّسها بمستوى مماثل لما كانت عليه قبل تسرطنها. لذلك، يمكن إعادة صياغة ظاهر فاربورغ بأنها ملاحظة أن الخلايا السرطانية يعتريها تحلل السكر مع إفراز اللاكتات وتنفّس المايتوكندريا حتى مع وجود الأكسجين.
وضع الفرضية العالم الألماني أوتو هاينرك فاربورغ، الحائز على جائزة نوبل، عام 1924. وقد اقترح أن السرطان والنمو الخبيث ونمو الأورام سببها أن خلايا الأورام تنتج الطاقة عن طريق التكسير اللامؤكسد للجلوكوز (وهي عملية تسمى تحلل السكر). وهذا معاكس لما يحدث في الخلايا السليمة والتي تنتج طاقتها بشكل أساسي من التكسير المؤكسد لحمض البيروفيك (وهو ناتج تحلل السكر) وأن عملية أكسدته تكون ضمن المايتوكندريا. من هنا، حسب فاربورغ، فإن المحفز لخلايا السرطان يجب أن يُنظر إليه بأنه ناتج من التنفس المايتوكنتدري. وقد أورد فاربورغ أن فارقا رئيسا بين الخلايا السليمة والسرطانية يكمن في نسبة عمليات تحلل السكر إلى التنفس، وهذا ما يعرف بظاهرة فاربورغ.
يحدث السرطان نتيجة الطفرات والتغييرات على التعبير الجيني، في عملية تعرف بالتّحول الخبيث، مما يؤدي إلى نمو غير طبيعي للخلايا. لاحظ فاربورغ فرقا في عملية أيض الخلايا السرطانية، والتي تتأقلم مع حالة نقص التأكسج داخل الأورام اليابسة (أو الصلبة)، وتنتج بشكل أساسي من طفرات مشابهة في الجينات الورمية وجينات كبيت الورم والتي تؤدي إلى الخصائص غير الطبيعية الأخرى للخلايا السرطانية. زعم فاربورغ أن التغير الأيضي الذي لاحظه ليس مسببا للسرطان بحد ذاته ولكنه أحد الظواهر المؤدية للطفرات المسببة للسرطان.
نشر فاربورغ نظريته في بحث عنوانه «المسبب الرئيسي والحماية من السرطان» حاضر به أثناء اجتماع حملة جائزة نوبل في 30 يونيو 1966 في لينداو، ألمانيا. وقدم فاربورغ في محاضرته دليلا آخر يدعم فرضيته وهو أن زيادة اللاهوائية الملاحظة في الخلايا السرطانية ناتج عن خلل أو عدم كفاية في التنفس، حيث قال: «إن السبب الرئيسي للسرطان هو حلول تخمر السكر مكان تنفس الأكسجين في خلايا الجسم السليم.»
أجريت، وما زالت تجرى، العديد من الدراسات حول التلازم الوثيق بين ظاهرة فاربورغ وفرضيته. فما بين عامي 2000 و2015 نشر ما يقرب من 18,000 بحث حول الأدينوسين ثلاثي الفوسفات وظاهرة فاربورغ.